# Stro
 (février 2017).
Si vous disposez d'ouvrages ou d'articles de référence ou si vous connaissez des sites web de qualité traitant du thème abordé ici, merci de compléter l'article en donnant les références utiles à sa vérifiabilité et en les liant à la section « Notes et références ».
Un stro est un serveur informatique ou encore pubstro pour souligner son aspect public. Il peut être hébergé sur l'ordinateur d'un particulier modifié par un hacker, ayant de préférence une connexion internet rapide. La particularité du pubstro est que l'attaquant y a installé un serveur FTP généralement modifié pour être invisible (Serv-U), pour y diffuser différents contenus souvent illégaux.

## Description
C'est un système très utilisé dans la communauté warez depuis les années 1990. C'est un moyen très facile d'utiliser une partie du disque dur d'un serveur web sans même que le propriétaire ne le sache.
Ils peuvent être aussi utilisées à des fins de Remote permettant de scanner d'autre ordinateurs en vue de trouver des vulnérabilités informatiques exploitables.
Le stro permet entre autres les transferts FXP. Ces derniers permettent de transférer des fichiers en mode inter-serveurs et d'atteindre des débits très importants (jusqu'à 12 Mo/s)
Ces stros sont souvent utilisées pour transférer les fichiers pirates d'un topsite au stro.
Les stros sont généralement utilisées sur des forums privées dans lequel se trouvent des personnes comme :
- Un scanner qui s’occupe de trouver les failles à l'aide de son pc ou d'une remote
- Un Stromaker ou un créateur de stro qui s'occupera de vérifier les failles et d'y installer le serveur ftp. Il publie ensuite les accès pour permettre aux membres de partager de fichiers souvent illégaux.